# Лазар Пачу
Лазар Пачу (серб. Лазар Пачу; 1 березня 1855 — 12 жовтня 1915) — сербський лікар і політик, неодноразово обіймав посаду міністра фінансів.

## Біографія

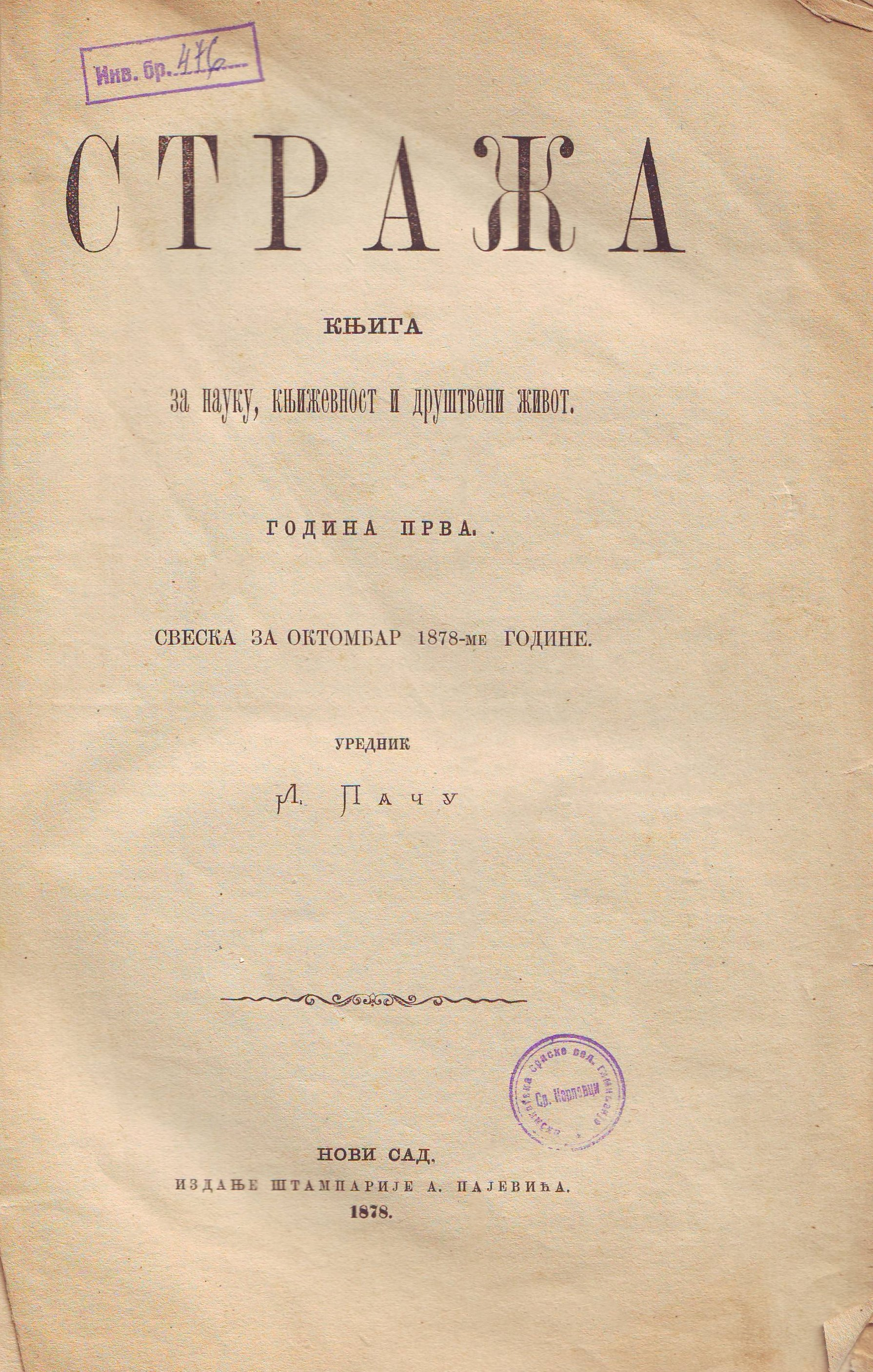
Титульна сторінка газети «Стража» (1878)

Лазар Пачу мав ароманське походження. Він походив з родини, яка переїхала з півдня до Австрійської імперії разом з Арсенієм III Черноєвичем, з Блаца. Батько Стефан був священиком у маленькому містечку Чуруг, а мати була родичкою Мілоша Цвєтіча, відомого драматурга та актора. Лазар закінчив середню школу в Новому Саді і почав вивчати медицину в Цюріху, де приєднався до гуртка Бакуніна. Можна сказати, що в той період у нього були дуже сильні анархістські ідеї. Там він також познайомився зі Светозаром Марковичем, Васою Пелагічем та майбутнім керівництвом Радикальної партії: Ніколою Пашичем, Перо Тодоровичем та Петаром Велімировичем. Він також познайомився з Ленкою Захо, на якій згодом одружився в Белграді. У ті роки він особливо любив читати статті та книги, пов'язані з економікою. Лазар читав багато робіт, пов'язаних з економікою, і вони дуже допомогли йому в подальшому розвитку його кар'єри. У 1878 році Пачу зробив перерву в навчанні. Разом з Перо Тодоровичем він приїхав до Нового Саду і заснував газету «Стража». Але австрійська влада закрила газету і вислала Пачу з міста. Пачу повернувся до вивчення медицини, вступивши на медичний факультет у Берліні, де написав докторську дисертацію про ревматичні захворювання. У 1880 році відкрив лікарський кабінет у Белграді. Пізніше брав участь у заснуванні Народно-радикальної партії в 1881 році і став її членом. Писав для офіційної газети Радикальної партії «Самоуправа».
Коли в 1889 році до влади прийшли радикали і націоналізували тютюнові та соляні монополії, його призначили головою державних монополій. Там він працював до 1898 року. Після успішного відновлення цієї важливої державної установи Пачу очолив Белградське кооперативне товариство з метою стабілізації національної валюти — динара. У 1896 році він вийшов у відставку як член Белградської муніципальної скупщини.

## Політична кар'єра
Між кінцем 19-го і початком 20-го століття верхівку Радикальної партії очолював тріумвірат з трьох осіб: Нікола Пашич, Стоян Протич та Пачу. Нікола Пашич — сербський і югославський політик і дипломат, який був найважливішою політичною фігурою Сербії протягом майже 40 років. Крім того, він був беззаперечним лідером партії, який, як кажуть, «міг» укласти політичну угоду з будь-ким. Стоян Протич — сербський політик і письменник. Він був прем'єр-міністром Королівства сербів, хорватів і словенців у 1918—1919 роках, потім ще раз у 1920 році. А Лазар Пачу був «хорошим оратором і мислителем, але він не був радикальною людиною», а отже, політично нешкідливим. В Сербії говорили, що він був неймовірно чесною, щедрою і гідною людиною. Не дивно, що Нікола Пашич призначив Пачу міністром фінансів після травневого перевороту 1903 року. Протягом наступних десяти років Пачу був економістом уряду Сербії в трьох адміністраціях Радикальної партії.
Лазар був самоучкою в банківській справі і прийняв портфель міністра фінансів в той час, коли ніхто не хотів затверджувати кредити країни, через економічну ситуацію в країні і вбивство Олександра Обреновича. Завдяки жорстким монетарним заходам, фінансовій дисципліні і, перш за все, добре проведеним переговорам, йому вдалося спочатку збалансувати бюджет, а потім відновити довіру європейських країн. Для Пачу забезпечення фінансування нових політичних планів було серйозним завданням. У ті роки Сербія готувалася до «великих історичних справ», оскільки необхідно було озброюватися і розширювати залізничну мережу. Частково завдяки політичним рішенням Пачу Сербія була краще підготовлена економічно до майбутньої Великої війни. Завдяки політиці повернення боргів, навіть ворогам Сербія змогла взяти кредити, щоб покрити витрати, пов'язані зі збільшенням військових витрат у Першій світовій війні.

## Свиняча війна (1906-08)
Свиняча війна тривала з 1906 по 1908 рік. Сербське сільське господарство заплатило високу ціну за економічну незалежність. Австро-Угорщина закрила свої кордони для сербської худоби, нібито через інфекцію. Ця заборона також поширювалася на кордон Сербії з Боснією і Герцеговиною, яка тоді перебувала під протекторатом Австро-Угорщини. Проте від блокади Сербія стала сильнішою як політично, так і фінансово. Історики зазначають, що все було підпорядковано іноземній валюті: Ринкова ціна сербських цінних паперів у 1904 році постійно зростала. Пачу зазначив, що сербські цінні папери на позики під 4 % з лютого по листопад 1904 року зросли з 68,73 до 79,55 динарів (на ~10 динарів номіналу), а облігації на позику під 5 % підскочили з 79,65 до 89,40 динарів.. Це було позитивним наслідком збільшення доходів Незалежної монопольної адміністрації, і особливо бізнесу Сербських залізниць (на ньому базувалися найбільш прибуткові позики), який у 1904 році досяг 8,5 млн динарів, порівняно з 6,8 млн динарів у попередньому році.
Більше того, Лазар Пачу знайшов для Сербії нові ринки, які приносили прибуток, залучаючи до Белграда іноземний капітал, переважно французький. В результаті цього було відкрито Французько-Сербський банк. Ринок збуту для сербських товарів, переважно худоби, став доступним в Бельгії, Німеччині, Франції та навіть Єгипті. Торгівля іноземними товарами зросла на 100 % (у 1912 році вона становила всі 200 мільйонів динарів золотом). Завдяки фінансовій дисципліні та вродженій вимогливості Лазарю Пачу вдалося покрити державний бюджет у розмірі 103 мільйонів золотих динарів у 1909 році.
У Відні це вважалося дивом. Сербії пропонували кредити з усіх боків. Під час Балканських воєн не було дефіциту бюджету - експерти стверджують, що такого випадку не було в історії банківської справи та історії воєн. Під час його фінансового правління сербські гроші стали конвертованими. У якийсь момент він перегнав шановану в ті часи французьку валюту - франк. На додаток до нових заходів у митній та податковій політиці, на самому початку роботи міністерства Пачу випустив нові нікельовані п'ять динарів із зображенням Чорного Георгія або Карагеоргія та короля Петра, а також монети з нового металу.

## Державні фінанси Королівства Сербія перед Першою світовою війною
Однією з найскладніших проблем, з якою Сербія зіткнулася одразу після здобуття незалежності на Берлінському конгресі, були фінанси — фінансування насамперед власної держави, а також борги, отримані під час визвольних війн проти Туреччини та взяті на себе зобов'язання за договором від 13 липня 1878 року. Сербія під час воєн 1876-78 років наповнювала свій скромний бюджет лише за рахунок двох видів податків — особистого та майнового, тому стрімке зростання державних зобов'язань вимагало термінового реформування всієї фінансової системи, і насамперед фіскальної політики. Крім того, Сербія успадкувала зобов'язання Високої Порти перед Австро-Угорською імперією та Залізничною компанією в європейській частині Туреччини — тобто побудувати нові та завершити і з'єднати розпочаті маршрути в межах кордонів, над якими вона здобула суверенітет.
1881 рік ознаменував не лише зміну у проведенні фінансової політики Сербії, але й початок її повного економічного (і політичного) приєднання до Австро-Угорщини через Лазаря Пачу. Саме заради династичних інтересів та отримання королівського титулу 28 червня була підписана «Таємна конвенція», яка встановлювала протекторат Австро-Угорщини над Сербією. Однак склалися обставини, що перша сербська зовнішня позика була укладена в березні 1881 року з консорціумом французьких банків через паризький банк Société Générale на будівництво залізничної лінії Белград-Вранє в розмірі 100 мільйонів динарів, з терміном погашення 50 років і річною відсотковою ставкою 5 % річних. Погашення кредиту гарантувалося Сербією чистими доходами від залізниць і митниці, а якщо коштів не вистачало, щорічний ануїтет доповнювався коштами, зібраними з особистих податків. Відразу після цього Сербія підписала з тим же кредитором так звану «лотерейну позику» на суму 33 мільйони золотих динарів, з відсотковою ставкою 3 % і терміном погашення до 1938 року. Позика призначалася для виплати боргів Росії в розмірі 30 мільйонів динарів, які вона вимагала від Сербії для фінансування своїх воєн проти Туреччини в період 1876-78 років.
Важливим моментом у врегулюванні фінансових можливостей в країні стало заснування Привілейованого національного банку Королівства Сербія в 1884 році. Банк був створений як акціонерне товариство з початковим капіталом у розмірі 20 мільйонів динарів, розподіленим на 40 000 акцій номінальною вартістю 500 динарів. Викуп було надано вітчизняним приватним інвесторам, що було сюрпризом для громадськості.
З 1881 по 1895 рік Лазар Пачу уклав 13 великих (довгострокових) позик на загальну суму близько 323 млн динарів і ряд менших, так званих «летючих» (короткострокових) позик, вартість яких перевищила 32 млн динарів, а загальний зовнішній борг склав понад 355 млн динарів. Оскільки через заборгованість практично нічого не можна було віддати під заставу для отримання нових кредитів, іноземні кредитори здійснили конвертацію державних боргів, так званий «Карлсбадський протокол», і таким чином врятували Сербію від повного банкрутства. За цією угодою всі державні доходи (насамперед, доходи від залізниці, монополій на тютюн, нафту та митні надходження) були передані під контроль іноземних кредиторів, а весь державний борг країни був конвертований у 355 292 000 французьких франків у золоті з терміном погашення до 1974 року та відсотковою ставкою 4 % річних.
У зовнішньоторговельному плані обмін з Габсбурзькою монархією досяг піку — 90 % всього сербського експорту (переважно сільськогосподарська продукція сировинного характеру) йшло на австро-угорський ринок, тоді як 60 % імпорту (готова промислова продукція — фабрична) надходило з нього. Загальна вартість зовнішньої торгівлі становила понад 120 мільйонів динарів у 1901 році. Однак, спершу, включення Сербії в міжнародні потоки та обмін товарами і капіталом відбувався дуже повільно. Через майже абсолютну прив'язку до домінуючого австро-угорського ринку капіталізм у Сербії на початку 20-го століття залишався на рівні «аграрного придатку».
Прихід Карагеоргієвичів на посаду глави Сербії після «травневого перевороту» ознаменував зміну курсу ведення політики, як у внутрішньому, так і в зовнішньому плані. Пріоритетним завданням нового режиму, запровадженого Лазарем Пачу, було «вилікувати хворі фінанси» шляхом стимулювання національних заощаджень, розробки кредитної політики, реформування державної бухгалтерії, парламентського нагляду за бюджетними статтями та загальних напрямів розвитку економічної діяльності в цілому. Присутність французького та англійського капіталу ставала все більш відчутною у фінансуванні будівництва залізниць, гірничодобувної промисловості, торгівлі та створенні змішаних банківських установ.

## Бюджетні заходи
Міністерство фінансів вже в перший рік роботи, незважаючи на збільшення бюджетних витрат, відразу ж передбачило профіцит бюджету в розмірі понад 6,3 млн динарів. Доктор Мілорад Неделькович вказує на різке зниження податків, в середньому на 40 %. У 1904 році платники податків Сербії сплачували 75 % постійного державного профіциту, 25 % — на школи, 7 % — на залізницю, 5 % — на військові будівлі, 5 % — на капітальний ремонт, 5 % — на персонал і 4 % — на жандармерію. Таким чином, платники податків у 1904 році сплатили ще 166 динарів податкових пільг. Пачу пояснив у Народній скупщині, що ця «однорічна 40 % знижка» стає «однією важкою жертвою» для наведення порядку в сербських фінансах. У 1905 році, скорочення були скасовані, але податки були збільшені, тому загальний тягар залишився незмінним.
Другим заходом Пачу, важливим для збалансування державного бюджету, був закон про те, що держава може бути винна національним банкам до 10 мільйонів динарів на рік, поки іноземні кредитори не отримають доходи від Незалежної монопольної адміністрації (які залишаються вдвічі меншими) за рік і не досягнуть надлишку своїх доходів. Таким чином, була усунена «сезонна» проблема відсутності достатніх бюджетних надходжень у першому півріччі, яка полягала в тому, що уряд не міг випустити казначейських векселів на суму, що перевищувала шість мільйонів динарів (а в той час бюджетні видатки вже в першому півріччі становили понад 20 мільйонів).
Третім способом збільшення бюджетних надходжень було суттєве збільшення митних надходжень та підвищення акцизів на монополізовані товари (тут теж було запроваджено 40 % зниження акцизів). Лише від цін на тютюн і нафту в 1904 році Пачу заробив на 1,5 мільйона динарів більше державних доходів, ніж у попередньому році. Бюджетна та монетарна політика Пачу дозволила збільшити обіг банкнот у Сербії до понад чотирьох мільйонів динарів, чого раніше ніколи не траплялося.

## Останні роки життя
Влітку 1914 року Пачу першим отримав австрійську ноту протесту з нагоди вбивства в Сараєво, яка була адресована відсутньому Пашичу. 23 липня міністр закордонних справ барон Гізль пред'явив австро-угорський ультиматум сербській владі, в тому числі Пачу, з 48-годинним терміном виконання. Вказівка міністра закордонних справ графа фон Берхтольда полягала в тому, щоб він негайно покинув країну, а сербський уряд повинен був приймати всі пункти ультиматуму. Відповідь була надана прем'єр-міністром Сербії Пашичем за п'ять хвилин до закінчення терміну 25 липня. Оскільки сербський уряд не погодився з усіма пунктами, Гізл оголосив про розрив дипломатичних відносин і через півгодини поїхав потягом. 28 липня 1914 року Австро-Угорщина офіційно оголосила війну Сербії. Влітку 1915 року, коли Лазар Пачу працював міністром фінансів сербського уряду в Ниші, він захворів. У червні, після того, як лікарі видалили камінь з сечового міхура, він перебував на постільному режимі. Через необхідність негайного відновлення після операції він місяць жив у Врничах. У Врняцькій Бані він помер через два місяці, в жовтні 1915 року, і там же був похований. Пізніше його тіло було перенесено на Новий цвинтар у Белграді.